# WWE 2K17
WWE 2K17 es un videojuego de lucha libre profesional basado en la empresa de la misma WWE. Desarrollado por Yuke's y Visual Concepts, distribuido y publicado por 2K Sports. El juego fue lanzado para PlayStation 3, Xbox 360, PlayStation 4 y Xbox ONE el 11 de octubre de 2016 en Norteamérica y en marzo del 2017 fue lanzada la versión de ordenadores.
WWE 2k17 es el sucesor de WWE 2K16, siendo el cuarto en la serie de WWE 2K y el décimo octavo de los Videojuegos de WWE. 
Este es el último videojuego de la serie ‘’WWE 2K’’ en salir para PlayStation 3 y Xbox 360.

## Desarrollo
El 30 de mayo de 2016, WWE 2K17 fue oficialmente anunciado por la WWE y 2K, cuando revelaron un video promocional en el que apareció el luchador Bill Goldberg como un personaje especial de pre orden, siendo este el primer tráiler del juego. El video en el que aparece Goldberg, se aprecia una imagen en la que es trasladado por coches de policías. Mientras este observa al exterior, este observa un letrero de bienvenida a cierta ciudad, pero por el reflejo del vidrio de la puerta se aclara que el letrero tiene inscrito la palabra "Suplex City" frase usada por Brock Lesnar, suponiendo una rivalidad entre ellos. El 27 de junio será revelada la carátula. El 7 de junio de 2016, la WWE anunció que en el E3 2016 se revelaría el primer grupo de luchadores para ser anunciados por 2K, siendo su anunciador Rob Schamberger. El 27 de junio de 2016, se reveló que el luchador Brock Lesnar sería el rostro de la portada de WWE 2K17.

## Modos de juego
WWE 2K17 reincorpora las luchas de entre medio del público (por primera vez desde SmackDown vs. Raw 2008 y en áreas de backstage). La capacidad de jugabilidad ha sido incrementada considerablemente, mientras que el sistema de juego así como las luchas en escaleras y movimientos como burlas han mejorado, además de ser integrada un nuevo sistema de llaves de rendición.

### Visuales y audio
El 8 de agosto, 2K reveló la banda sonora oficial para WWE 2K17. La banda sonora cuenta con trece canciones de una variedad de artistas de varios géneros, la cual fue supervisada por Sean Combs (quien es más conocido por su nombre artístico: Puff Daddy, Puffy, Diddy y P. Diddy).

### Modos de juegos

#### MyCareer
WWE 2K17 Incluye el modo de juego MyCareer (en español: Mi Carrera) solo para Xbox One, Playstation 4 y PC. El modo Mi Carrera introducirá un nuevo motor de segmentos, donde los luchadores podrán expresarse por sí mismos al Universo de la WWE, además de llamar o responder a luchadores que estén en bastidores. La locutora Renee Young hará entrevistas en vestidores dentro del juego, la cual puede llevar a conflictos y peleas entre luchadores.

#### WWE Universe
El modo WWE Universe (en español: Universo WWE) ahora puede recrear la programación real televisiva de la WWE en su nuevo sistema de programación. También se han introducido nuevos motores de escenas y nuevos cortes de video. En este modo se pueden crear programas, se pueden crear campeonatos, rosters, rivalidades, storylines, promos, etc. Básicamente este modo se basa en personalizar la programación de WWE y recrearla a como el jugador desee.
El modo 2K Showcase (en español: Vitrina 2K), la cual fue vista en ediciones pasadas no se encuentra disponible en WWE 2K17. Las razones dadas para esto incluyen la falta de caracteres al momento de conceder licencias para los modos del Showcase, así como la dificultad de la creación de la portada del juego basada en el luchador Brock Lesnar.
Debido a la exclusión de este modo en el videojuego, la desarrolladora 2K decidió enfocarse en los otros modos tales como MyCareer y Universe Mode.

### Suite de Creación
La creación de luchadores ha sido incrementada con más partes, con más opciones de ajustes y elementos como vello corporal. El sistema de repetición también ha sido reincorporado por primera vez desde WWE '13, logrando permitir a los jugadores grabar un resumen de sus partidas. Todo esto puede ser editado en un formato de edición integrado en el mismo juego. Crear una victoria, como fue visto la última en el juego WWE SmackDown! Here Comes the Pain, el cual volverá también en WWE 2K17.
Los jugadores pueden personalizar el video de entrada (titantron) de su superestrella desde 0, creada con videograbaciones en el juego.

### Exclusividades
Queda confirmado que el modo MyCareer será, como en años anteriores, exclusiva para Xbox One y PS4, así como un paquete DLC, que sólo incluye atributos, para súper estrellas creadas para dicho modo. Así mismo, las consolas Xbox 360 y PS3, podrán adquirir el DLC NXT (Nia Jax, Shinsuke Nakamura y Apollo Crews) desde el día 1, además de luchas exclusivas como la  6 Man Tag Team Elimination Match en Elimination Chamber, y las Tornado Tag al estilo de Ladder, Extreme Rules y Tables, además de la personalización de luchas, que también es exclusivamente, para la vieja generación. Para las consolas Xbox One y PS4, es exclusivo el modo de lucha en vestidores, con los nuevos comandos, así como algunos movimientos exclusivos, técnicas, habilidades y modos de creación de personajes, vídeos, crear victoria y más repertorio, en el modo crear campeonato, arena y trajes, para las estrellas de WWE.